# Maoridrilus carnosus
Maoridrilus carnosus är en ringmaskart som beskrevs av Lee 1959. Maoridrilus carnosus ingår i släktet Maoridrilus och familjen Acanthodrilidae. Inga underarter finns listade i Catalogue of Life.